# Učni center logistike Slovenske vojske
Učni center logistike Slovenske vojske (kratica: UCLOG) je bivša temeljna vojaško-šolska ustanova Slovenske vojske na področju logistike; center je bil nastanjen v vojašnici Cerklje ob Krki in je bil v sestavi 157. logistične baze Slovenske vojske.

## Zgodovina
Center je bil ustanovljen 11. aprila 2001.

## Poveljstvo
Poveljniki
- podpolkovnik Stanislav Zlobko (11. april 2001 - )

## Organizacija
- poveljstvo
- 1. učna enota
- 2. učna enota
- 3. učna enota
- učna enota za usposabljanje podčastnikov